# Такахатафудо (станция)

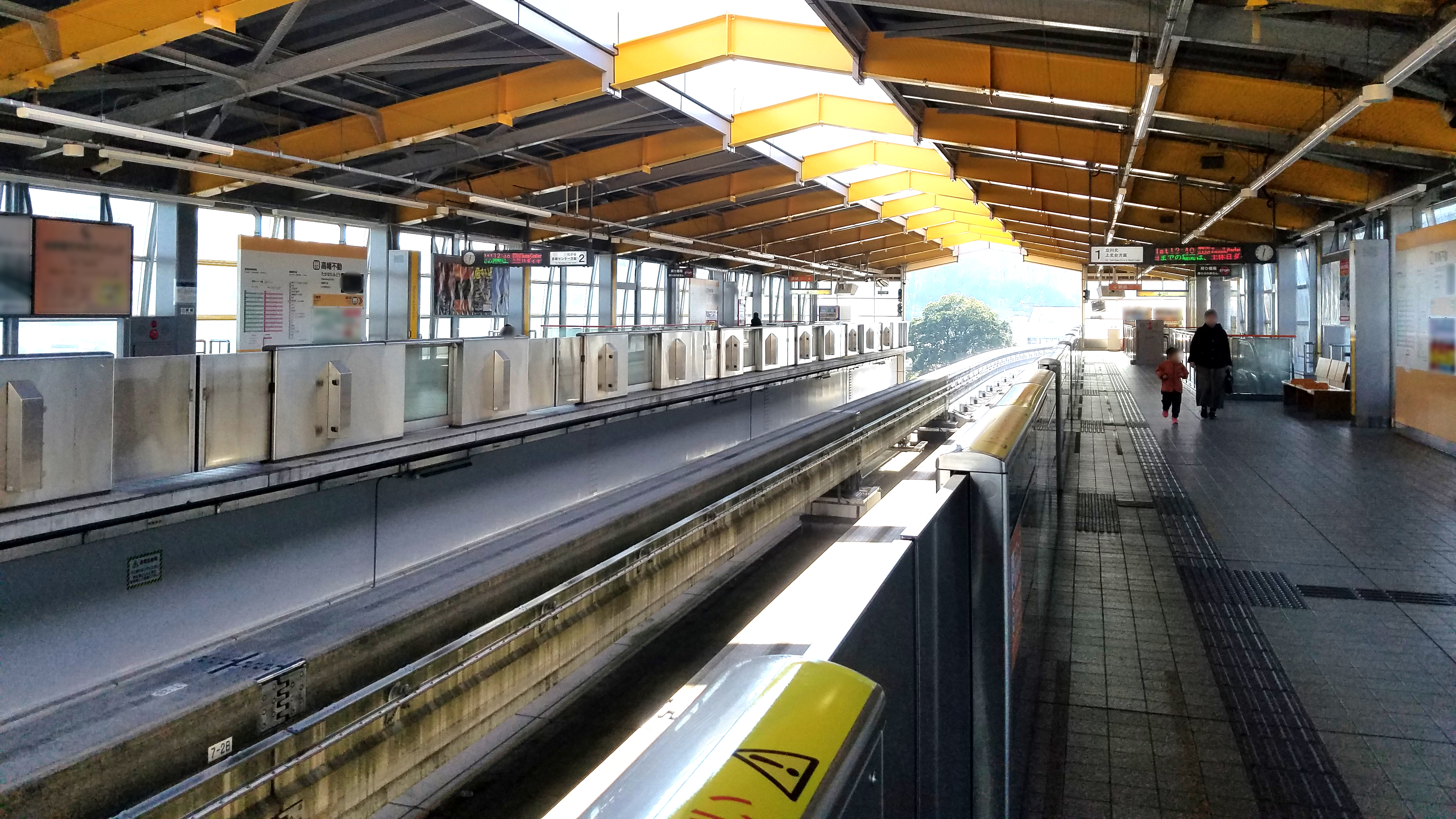
Платформа линии Tama Toshi Monorail

Станция Такахатафудо (яп. 高幡不動駅 такахатафудо эки) — железнодорожная станция на линиях Кэйо , Добуцуэн и Tama Toshi Monorail, расположенная в городе Хино.

## Линии

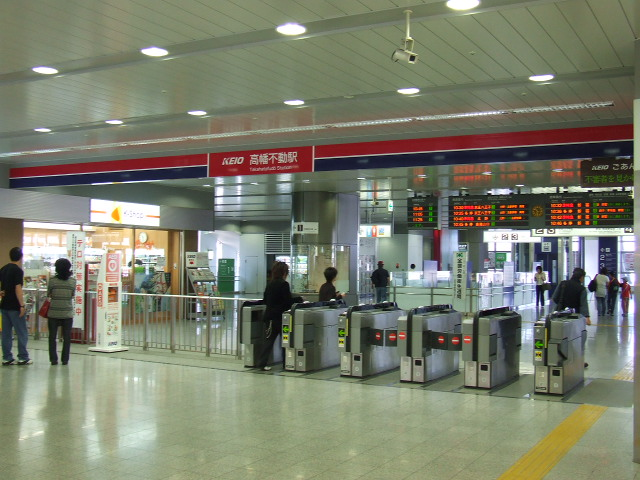
Турникеты станции Кэйо

До декабря 2004 года станции Кэйо и Tama Toshi Monorail не были соединены напрямую. В 2004 году станции были соединены переходами друг с другом, а также с торговым центром Кэйо. В июне 2006 была завершена перестройка здания станции Кэйо и подъём платформ, 9 месяцев спустя были завершены работы по перестройке универмага Keiō Takahata Shopping Center. На станции установлены автоматические платформенные ворота.
Большинство пассажиров, садящихся на поезда на станции Такахатафудо, — это служащие и студенты, направляющиеся в центральные районы Токио.

### Keiō Corporation
Станция была открыта 24-го марта 1925 года. Пять путей и три платформы: 4 пути для линии Кэйо и один для линии Добуцуэн. На данной станции останавливаются все поезда.
| 1   | ■ Линия Добуцуэн | Тама-Добуцукоэн |
| 2 3 | ■ Линия Кэйо     | Китано, Кэйо-Хатиодзи, Такаосангути                                                                                     |
| 4 5 | ■ Линия Кэйо     | Футю ・ Тёфу ・ Мэйдаймаэ ・ Сасадзука ・ Синдзюку ・(Новая Линия Кэйо) Синдзюку ・(Линия Синдзюку) Итигая ・ Мотоявата |

### Tama Toshi Monorail
Станция открыта 10-го января 2000 года. 2 пути и две боковые платформы.
| 1 | ■ Tama Toshi Monorail      | Татикава-Кита, Тамагава-Дзёсуй, Камикитадай |
| 2 | ■ Tama Toshi Monorail Line | Тама-Центр                                  |

## Вокруг станции
Станция названа так в связи с расположенным по близости храмом Конгодзи, также известным как Такахатафудо. Развитие данной области изначально было связано с паломниками посещавшими храм, позднее с программами пригородного строительства 1960—70-х годов. Станция является центральным транспортным узлом города Хино. В округе расположены многие административные учреждения, развлекательные и торговые центры.

## История
- 24 марта 1925: Открыта станция Такахата на линии Gyokunan Electric Railway (ныне линия Кэйо), расположенная несколько иначе, чем современное здание станции.
- 1 мая 1937: Станция меняет название на Такахатафудо.
- 1957: Четырёхвагонные скорые и полускорые поезда начинают курсировать между Такахатафудо и Синдзюку в часы-пик.
- 29 апреля 1964: Открыта линия Тама Добуцуэн (ныне — линия Добуцуэн). Станция перенесена на новое место, где  находится по сей день.
- 10 января 2000: Открыта станция линии Tama Toshi Monorail.
- Март 2004: Начало строительства торгового центра в здании станции.
- Август 2004: Начало сооружения новых платформ, расположенных над уровнем земли.
- Декабрь 2004: Закончено сооружение торговой зоны.
- 25 марта 2007: Закончен подъём платформ, обе станции соединены друг с другом и с торговой зоной.

## Близлежащие станции
| «                   | «          | Вид обслуживания      | »          | »                        |
| Линия Кэйо          | Линия Кэйо | Линия Кэйо            | Линия Кэйо | Линия Кэйо               |
| ------------------- | ---------- | --------------------- | ---------- | ------------------------ |
| Могусаэн            |            | Local                 |            | Минамидайра              |
| Могусаэн            |            | Rapid, Commuter Rapid |            | Минамидайра              |
| Сэйсэки-Сакурагаока |            | Express               |            | Китано                   |
| Сэйсэки-Сакурагаока |            | Semi Special Exp.     |            | Китано                   |
| Сэйсэки-Сакурагаока |            | Special Exp.          |            | Кэйо-Хатиодзи/Мэдзиродай |
| Линия Добуцуэн      |            |                       |            |                          |
| Линия Кэйо          |            | Local                 |            | Тама-Добуцукоэн          |
| Линия Кэйо          |            | Express               |            | Тама-Добуцукоэн          |
| Tama Toshi Monorail |            |                       |            |                          |
| Мангандзи           |            | Local                 |            | Ходокубо                 |